# Тёрнер-Смит, Джоди
Джо́ди Тёрнер-Смит (англ. Jodie Turner-Smith; род. 7 сентября 1986, Питерборо, Кембриджшир, Англия, Великобритания) — британская модель и актриса.

## Биография
Тёрнер-Смит родилась в Питерборо, графство Кембриджшир, в семье ямайцев, и вместе с семьёй переехала в Гейтерсберг, штат Мэриленд, когда ей было 10 лет.
Тёрнер-Смит работала банкиром в Питтсбурге, штат Пенсильвания, когда друг познакомил её с музыкантом Фарреллом Уильямсом. Уильямс убедил её переехать в Лос-Анджелес, где та месяц спустя получила свою первую работу в качестве модели.
В 2013 году Тёрнер-Смит дебютировала на телевидении с ролью в сериале «Настоящая кровь». С 2015 по 2016 год она снималась в сериале «Бешеные псы», и в 2016 году появилась с небольшой ролью в фильме «Неоновый демон». С 2017 по 2018 год она снималась в сериале «Последний корабль».
В 2019 году Тёрнер-Смит исполнила главную роль в драме «Квин и Слим». В октябре 2020 года было объявлено, что она сыграет роль Анны Болейн в предстоящем мини-сериале канала Channel 5, в январе 2021 года — что она сыграет воительницу Эйле в телесериале Netflix «Ведьмак: Происхождение».
20 декабря 2019 года стало известно, что Тёрнер-Смит вышла замуж за актёра Джошуа Джексона, с которым встречалась год до этого. 21 апреля 2020 года супруги сообщили о рождении дочери.

## Фильмография

### Кино
| Год  | Русское название                          | Оригинальное название        | Роль                         | Примечания             |
| ---- | ----------------------------------------- | ---------------------------- | ---------------------------- | ---------------------- |
| 2014 |                                           | Somebody in Nobody           | Нэнси                        | Короткометражный фильм |
| 2016 |                                           | Hard World for Small Things  | Кэй                          | Короткометражный фильм |
| 2016 |                                           | Woman in Deep                | Полетт                       | Короткометражный фильм |
| 2016 |                                           | Man Rots from the Head       | Вайолет                      | Короткометражный фильм |
| 2016 | Неоновый демон                            | The Neon Demon               | ассистентка Роберты Хоффманн |                        |
| 2016 |                                           | Call Your Father             | покупательница               | Короткометражный фильм |
| 2017 |                                           | Let’s Just Be Friends        | Тейлор                       | Короткометражный фильм |
| 2017 | Лимон                                     | Lemon                        | Беверли                      |                        |
| 2017 | Новизна                                   | Newness                      | женщина                      |                        |
| 2019 | Квин и Слим                               | Queen & Slim                 | Анджела «Квин» Джонсон       |                        |
| 2021 | Без жалости                               | Without Remorse              | Карен Грир                   |                        |
| 2021 | После Янга                                | After Yang                   | Кайра                        |                        |
| 2022 | Белый шум                                 | White Noise                  | Уинни Ричардс                |                        |
| 2022 | Большая игра                              | The Independent              | Элиша «Эли» Джеймс           |                        |
| 2023 | Убийство в Париже                         | Murder Mystery 2             | графиня Секу                 |                        |
| 2025 | Большое, отважное, прекрасное путешествие | A Big Bold Beautiful Journey |                              |                        |
| 2025 | Трон: Арес                                | Tron: Ares                   | Афина                        |                        |

### Телевидение
| Год       | Русское название    | Оригинальное название  | Роль                       | Примечания                    |
| --------- | ------------------- | ---------------------- | -------------------------- | ----------------------------- |
| 2013      | Настоящая кровь     | True Blood             | сирена #2                  | Повторяющаяся роль, 4 эпизода |
| 2015—2016 | Бешеные псы         | Mad Dogs               | Эйнджел                    | Повторяющаяся роль, 2 эпизода |
| 2016      | Лёд                 | Ice                    | массажистка                | Эпизод: «Hyenas»              |
| 2017—2018 | Последний корабль   | The Last Ship          | сержант Азима Канди        | Регулярная роль, 20 эпизодов  |
| 2018      | Летящие сквозь ночь | Nightflyers            | Меланта Джирл              | Регулярная роль, 10 эпизодов  |
| 2019      | Джетт               | Jett                   | Джоди                      | Регулярная роль, 9 эпизодов   |
| 2021      | Анна Болейн         | Anne Boleyn            | Анна Болейн                | Регулярная роль, 3 эпизода    |
| 2023      | Половое воспитание  | Sex Education          | Бог                        | Регулярная роль, 3 эпизода    |
| 2024      | Аколит              | Star Wars: The Acolyte | Анисея                     | Повторяющаяся роль, 2 эпизода |
| 2024      | Плохая обезьяна     | Bad Monkey             | «Королева Драконов»/Грейси |                               |
| 2024      | Агентство           | The Agency             | Сами Захир                 |                               |

### Музыкальные видео
| Год  | Название                   | Исполнитель           |
| ---- | -------------------------- | --------------------- |
| 2013 | «Cool Song No.2»           | MGMT                  |
| 2013 | «Für Hildegard von Bingen» | Девендра Банхарт      |
| 2014 | «Dear Diamond»             | Blaqstarr и Common    |
| 2016 | «Pillowtalk»               | Зейн Малик            |
| 2016 | «Make Me (Cry)»            | Ноа Сайрус и Labrinth |
| 2018 | «Yummy»                    | Элвис Браун           |